# Nicolae Negrilă
Nicolae Negrilă (n. 23 iulie 1954, Gighera, Dolj) este un fost fotbalist român, actualmente antrenor de fotbal. A jucat în Echipa națională de fotbal a României și la formația Universitatea Craiova.
În martie 2008 a fost decorat cu Ordinul „Meritul Sportiv” clasa a III-a, pentru participarea la Campionatul European din 1984 și pentru întreaga activitate.

## Cariera în fotbal

### Ca jucător
Debut în anul 1969, în echipa de juniori a Universității Craiova.
1974-1988: jucător la Universitatea Craiova. A debutat la 19 iunie 1974, în meciul care a consfințit câștigarea primului titlu pentru Știința, 0-0 la Petrolul Ploiești.
La 27 august 1980 a debutat în echipa națională a României, în meciul câștigat de aceasta cu 4-1 împotriva Iugoslaviei, meci din Cupa Balcanică. A participat cu aceasta la turneul final al campionatului european de fotbal din 1984 din Franța.
Între anii 1988-1990 a fost jucător la Jiul Petroșani.
Momentul culminant al carierei sale de fotbalist l-a constituit înscrierea, la 16 martie 1983, a golului câștigător în partida cu FC Kaiserslautern, în minutul 82. Universitatea a câștigat astfel cu 1-0 acasă (după ce pierduse cu 3-2 în meciul tur, 3-0 la pauză), calificându-se astfel, în premieră pentru o echipă românească, în semifinalele unei cupe europene (UEFA). Din păcate, pentru cumul de cartonașe galbene, Negrilă nu a jucat în returul decisiv al semifinalei cu Benfica Lisabona.
Nicolae Negrilă s-a consacrat la Universitatea ca fundaș dreapta valoros, deosebit de tenace, având calități fotbalistice de excepție.

### Ca antrenor
1990/1991: antrenor secund la Universitatea Craiova (a câștigat Campionatul și Cupa României la fotbal).
1993: antrenor la Constructorul Craiova (a promovat în divizia "B").
2001/2002: antrenor secund la Extensiv Craiova (antrenor principal: Sorin Cârțu) (divizia "B").
2002/2003: antrenor principal la Gilortul Târgu Cărbunești (divizia "B").
2003: antrenor secund la Electro Craiova (divizia "B").
2004-2005: antrenor la Senaco Novaci (divizia "C").

### Palmares
- Meciuri / goluri în Divizia A: 377 / 15
- Meciuri / goluri echipa națională: 28 / 1
- Meciuri / goluri cupele europene: 46 / 1
- 3 titluri de campion al României la fotbal cu Universitatea Craiova (1974, 1980, 1981).
- 3 Cupe ale României cu Universitatea Craiova (1977, 1978, 1983).
- Cupa și campionatul (event) ca antrenor secund la Universitatea Craiova în sezonul 1990/91.

## Alte date
- Este absolvent al Facultății TCM.
- Cetățean de onoare al municipiului Craiova.
- Este maestru al sportului.
- Are doi copii, Alexandru Marius (n. 11 aprilie 1978) și Stela Cristina [5].
- Este cunoscut și sub numele de „Negoro“.